# Јапхенк (Њујорк)
Јапхенк (енгл. Yaphank) насељено је место без административног статуса у америчкој савезној држави Њујорк.

## Демографија
По попису из 2010. године број становника је 5.945, што је 920 (18,3%) становника више него 2000. године.
| Група             | 2000.         | 2010.         |
| Белци             | 3.989 (79,4%) | 4.707 (79,2%) |
| Афроамериканци    | 564 (11,2%)   | 429 (7,2%)    |
| Азијати           | 52 (1,0%)     | 105 (1,8%)    |
| Хиспаноамериканци | 369 (7,3%)    | 677 (11,4%)   |
| Укупно            | 5.025         | 5.945         |